# Symmius planus
Symmius planus är en kräftdjursart som beskrevs av Nunomura 1984. Symmius planus ingår i släktet Symmius och familjen Chaetiliidae. Inga underarter finns listade i Catalogue of Life.